# Kopiorama

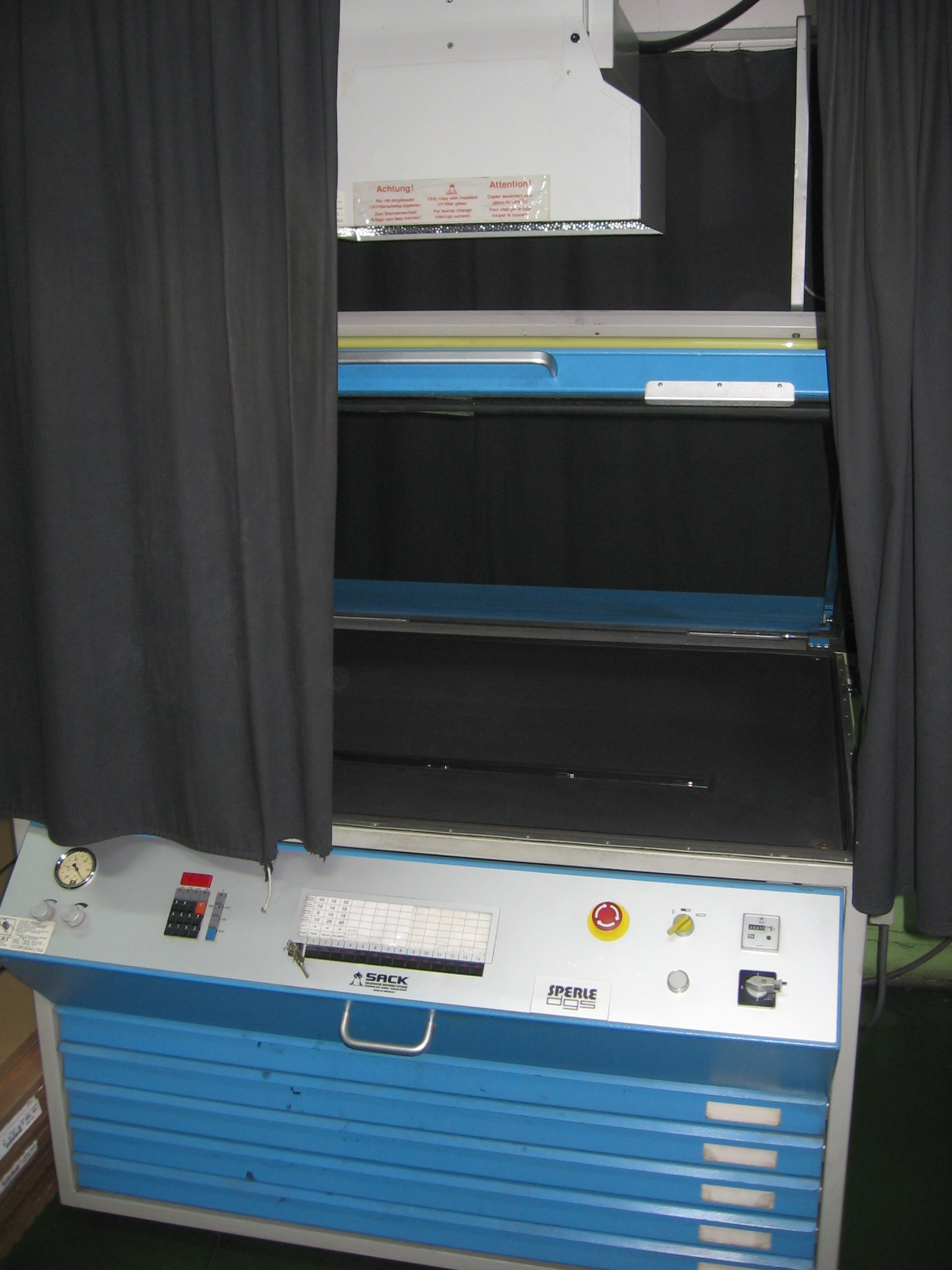
kopiorama: u góry lampa dużej mocy (wyłączona), poniżej uchylona szklana pokrywa i gumowy pulpit (na nim listwa z kołkami w systemie Bachera) do odsysania powietrza spomiędzy płyty a filmu, całość chroniona zasłoną w celu zabezpieczenia wzroku obsługujących pracowników podczas naświetlania; pod pulpitem sterowniczym pięć szuflad do przechowywania płyt

Kopiorama – urządzenie do kopiowania stykowego, czyli naświetlania materiału światłoczułego poprzez kliszę (z wywołanym obrazem) leżącą bezpośrednio na tym materiale (oprócz klisz mogą to być również inne materiały, np. kalka zawierająca naniesiony dowolną techniką obraz). Obraz jest kopiowany w skali 1:1. Aby kopiowanie było faktycznie stykowe niezbędnym warunkiem jest, aby klisza była naświetlona w ten sposób, żeby strona zawierająca obraz dotykała warstwy światłoczułej – w przeciwnym przypadku obraz byłby lekko rozmyty. Np. z tego powodu przy naświetlaniu blach offsetowych wymagane są klisze naświetlone lewoczytelnie – "w lustrze".
Do kontroli procesu kopiowania służy ekspozymetr.
Profesjonalne kopioramy są urządzeniami skomplikowanymi z powodu wymogu dokładnie takiego samego oświetlenia całego pola naświetlania oraz możliwości precyzyjnego dozowania ilości światła. Dodatkowym wymogiem jest usunięcie powietrza spomiędzy kliszy z obrazem i naświetlanego podłoża w celu uniknięcia pierścieni Newtona. Tego typu kopioramy zaopatrzone są w hermetyczne klapy i pompę odsysającą powietrze.